# Sanctuary (玉置成実の曲)
『Sanctuary』（サンクチュアリ）は玉置成実の12枚目のシングルで、2006年6月7日に発売された。レーベルはソニー・ミュージックレコーズ。

## 概要
『Sanctuary』はテレビ東京系アニメ『牙-KIBA-』前期オープニングテーマ曲。過去毎日放送（TBS系列）制作のガンダムシリーズの主題歌を歌っていた玉置としては初のガンダム以外のアニメ主題歌かつ初のテレビ東京系アニメ主題歌。
初回限定盤は、ジャケットの衣装と同じ赤のCDケース仕様で販売され、帯ラベルの裏面に『牙』の主人公・ゼッドが描かれたステッカー仕様。
C/W「Happiness」と「Double Story」はアルバム『Speciality』には未収録。

## 収録曲
1. Sanctuary
作詞：mavie, ats-
作曲・編曲：ats-
2. Happiness
作詞・作曲：山口寛雄
編曲：Shinya Saito
3. Double Story
作詞・作曲：m-takeshi
編曲：m-takeshi, Tomo
4. Sanctuary(instrumantal)